# Liste der Straßen in Hamburg-Osdorf

Lage von Osdorf in Hamburg und im Bezirk Altona (hellrot)

Die Liste der Straßen in Hamburg-Osdorf ist eine Übersicht der im Hamburger Stadtteil Osdorf vorhandenen Straßen. Sie ist Teil der Liste der Verkehrsflächen in Hamburg.

## Überblick
In Osdorf (Ortsteilnummer 221) leben 26370 Einwohner (Stand: 31. Dezember 2023) auf 7,2 km². Osdorf liegt in den Postleitzahlenbereichen 22549, 22587, 22589 und 22609.
In Osdorf gibt es 119 benannte Verkehrsflächen, darunter einen Park. Folgende Motivgruppen finden sich im Stadtteil (siehe Spalte „Anmerkungen“):
- „Schriftsteller und Dichter“ (überwiegend nördlich der Gleise der S-Bahn)
- „Orte in Dithmarschen und Nordfriesland“ (zwischen Osdorfer Landstraße und den Gleisen der S-Bahn)
- „Feld- und Wiesenblumen“ (südlich des Rugenbargs)

## Übersicht der Straßen
Die nachfolgende Tabelle gibt eine Übersicht über alle benannten Verkehrsflächen – Straßen, Plätze und Brücken – im Stadtteil sowie einige dazugehörige Informationen. Im Einzelnen sind dies:
- Name/Lage: aktuelle Bezeichnung der Straße, des Platzes oder der Brücke. Über den Link (Lage) kann die Straße, der Platz oder die Brücke auf verschiedenen Kartendiensten angezeigt werden. Die Geoposition gibt dabei ungefähr die Mitte an. Bei längeren Straßen, die durch zwei oder mehr Stadtteile führen, kann es daher sein, dass die Koordinate in einem anderen Stadtteil liegt.
- Straßenschlüssel: amtlicher Straßenschlüssel, bestehend aus einem Buchstaben (Anfangsbuchstabe der Straße, des Platzes oder der Brücke) und einer dreistelligen Nummer.
- Länge/Maße in Metern:
Hinweis: Die in der Übersicht enthaltenen Längenangaben sind nach mathematischen Regeln auf- oder abgerundete Übersichtswerte, die im Digitalen Atlas Nord[1] mit dem dortigen Maßstab ermittelt wurden. Sie dienen eher Vergleichszwecken und werden, sofern amtliche Werte bekannt sind, ausgetauscht und gesondert gekennzeichnet.
Bei Plätzen sind die Maße in der Form a × b bei rechteckigen Anlagen oder a × b × c bei dreiecksförmigen Anlagen mit a als längster Kante dargestellt.
Der Zusatz (im Stadtteil) gibt an, wie lang die Straße innerhalb des Stadtteils ist, sofern sie durch mehrere Stadtteile verläuft.
- Namensherkunft: Ursprung oder Bezug des Namens.
- Datum der Benennung: Jahr der offiziellen Benennung oder der Ersterwähnung eines Namens, bei Unsicherheiten auch die Angabe eines Zeitraums.
- Anmerkungen: Weitere Informationen bezüglich anliegender Institutionen, der Geschichte der Straße, historischer Bezeichnungen, Baudenkmale usw.
- Bild: Foto der Straße oder eines anliegenden Objektes.

| Name/Lage                           | Straßen- schlüssel | Länge/Maße (in Metern) | Namensherkunft | Datum der Benennung | Anmerkungen | Bild                           |
| ----------------------------------- | ------------------ | ---------------------- | --- | ------------------- | --- | ------------------------------ |
| Achtern Born (Lage)                 | A016               | 1105                   | nach einem Flurnamen | 1967                | niederdeutsch achtern = hinterm | Achtern Born                   |
| Adalbertstraße (Lage)               | A028               | 0390                   | Adalbert von Preußen (1884–1948), Sohn Kaiser Wilhelms II.                                                                              | vor 1934            | | Adalbertstraße                 |
| Am Botterbarg (Lage)                | A199               | 0720 (im Stadtteil)    | nach einer Flurbezeichnung | 1932                | An dieser Stelle ruhten Kühe nach dem Melken (niederdeutsch Botterbarg = Butterberg); ab Borndiek südliche, später westliche Straßenhälfte in Iserbrook. | Am Botterbarg                  |
| Am Eichenplatz (Lage)               | A215               | 0215                   | nach einer hier 1871 gepflanzten „Friedenseiche“                                                                                        | 1928                | | Am Eichenplatz                 |
| Am Isfeld (Lage)                    | A260               | 0235                   | nach dem Flurnamen Isfeld | 1928                | | Am Isfeld                      |
| Am Landpflegeheim (Lage)            | A282               | 0545                   | nach der Lage am Landpflegeheim | 1949                | vor 1949: Von-Quast-Weg | Am Landpflegeheim              |
| Am Osdorfer Born (Lage)             | A305               | 1380                   | nach der Lage am Osdorfer Teich (Helmut-Schack-Teich)                                                                                   | 1928                | | Am Osdorfer Born               |
| Arnimstraße (Lage)                  | A467               | 0385                   | Achim von Arnim (1781–1831), Schriftsteller                                                                                             | 1941                | Motivgruppe: „Schriftsteller und Dichter“ | Arnimstraße                    |
| Barlskamp (Lage)                    | B071               | 0585                   | nach dem Flurnamen Barls | 1949                | | Barlskamp                      |
| Baron-Voght-Straße (Lage)           | B078               | 0095 (im Stadtteil)    | Caspar Voght (1752–1839), Kaufmann und Sozialreformer                                                                                   | 1928                | südlich der S-Bahn-Gleise westliche Straßenhälfte in Nienstedten, östliche Seite in Othmarschen, nördlich davon bis zur Einmündung der Ohnhorststraße liegen die Straßenfläche und die westliche Seite auf Osdorfer Gebiet, die östliche Straßenhälfte befindet sich in Groß Flottbek, ab Ohnhorststraße zweigt sie nach Westen ab und bleibt komplett in Groß Flottbek                                                            | Baron-Voght-Straße             |
| Bettinastieg (Lage)                 | B303               | 0115                   | Bettina von Arnim (1785–1859), Schriftstellerin                                                                                         | 1953                | Motivgruppe: „Schriftsteller und Dichter“ | Bettinastieg                   |
| Blomkamp (Lage)                     | B406               | 1315 (im Stadtteil)    | frei gewählter Name | vor 1928            | niederdeutsch Blomen = Blumen; östlich der Flurstraße in Bahrenfeld | Blomkamp (Osdorf)              |
| Bockhorst (Lage)                    | B425               | 1425 (im Stadtteil)    | nach einer Flurbezeichnung | 1928                | etwa nördlich der Straße Düpenautal komplett im Stadtteil, südlich davon nur die östliche, später südliche Straßenhälfte, westliche bzw. nördliche Hälfte in Iserbrook | Bockhorst                      |
| Boothsweg (Lage)                    | B474               | 0315                   | James Booth (1770–1814), Landschaftsgärtner                                                                                             | 1930                | | Boothsweg                      |
| Borndiek (Lage)                     | B494               | 0970                   | nach einem durch eine Quelle gespeisten Teich                                                                                           | 1965                | niederdeutsch Diek = Teich; westliche, später nördliche Straßenhälfte bis zur Düpenau in Iserbrook, ansonsten in Osdorf | Borndiek                       |
| Bornheide (Lage)                    | B497               | 1150 (im Stadtteil)    | nach dem Flurnamen Achtern Bornheide | 1967                | nördlich des Glückstädter Wegs in Lurup | Bornheide (HH-Osdorf)          |
| Brandstücken (Lage)                 | B759               | 1175                   | nach einem Flurnamen, der auf den Betrieb von Holzköhlern hinweist                                                                      | 1969                | | Brandstücken                   |
| Breitenbachweg (Lage)               | B587               | 0170                   | Paul von Breitenbach (1850–1930), preußischer Minister                                                                                  | 1953                | | Breitenbachweg                 |
| Brentanostraße (Lage)               | B600               | 0180                   | Clemens Brentano (1778–1842), Schriftsteller                                                                                            | 1941                | Motivgruppe: „Schriftsteller und Dichter“ | Brentanostraße                 |
| Charlotte-Niese-Straße (Lage)       | C019               | 0330 (im Stadtteil)    | Charlotte Niese (1854–1935), Schriftstellerin und Dichterin                                                                             | 1929                | Motivgruppe: „Schriftsteller und Dichter“ südlich der S-Bahn-Gleise in Nienstedten | Charlotte-Niese-Straße         |
| Deesbarg (Lage)                     | D247               | 0430                   | nach einem Flurnamen (Dees = Moos) | 1969                | | Deesbarg                       |
| Diekweg (Lage)                      | D100               | 0170                   | nach der Lage an einem Teich | 1928                | niederdeutsch Diek = Teich | Diekweg                        |
| Dörpfeldstieg (Lage)                | D129               | 0105                   | in Anlehnung an die Dörpfeldstraße | 1962                | | Dörpfeldstieg                  |
| Dörpfeldstraße (Lage)               | D130               | 1300                   | Wilhelm Dörpfeld (1853–1940), Architekt und Archäologe                                                                                  | 1949                | vor 1949: Kaiser-Wilhelm-Straße | Dörpfeldstraße                 |
| Droste-Hülshoff-Straße (Lage)       | D205               | 0205                   | Annette von Droste-Hülshoff (1797–1848), Schriftstellerin und Komponistin                                                               | 1929                | Motivgruppe: „Schriftsteller und Dichter“ | Droste-Hülshoff-Straße         |
| Düpenautal (Lage)                   | D214               | 0400                   | nach dem gleichnamigen, hier fließenden Bach                                                                                            | 1963                | Die südlich gelegenen Grundstücke gehören zu Iserbrook, ansonsten liegt die Straße komplett in Osdorf. | Düpenautal                     |
| Düsterntwiete (Lage)                | D222               | 0545                   | nach dem ursprünglichen dunklen und schmalen, zwischen Hecken verlaufenden Weg                                                          | 1929                | | Düsterntwiete                  |
| Eidechsenstieg (Lage)               | E072               | 0250                   | nach dem gleichnamigen Kriechtier | 1953                | | Eidechsenstieg                 |
| Feldweg 50 (Lage)                   | F306               | 0455                   | |                     | Mit Nummern versehene Feldwege wurden als Orientierungshilfe vom Bau- und Vermessungsamt vergeben und sollen sukzessive Straßennamen erhalten. | Feldweg 50                     |
| Flurkamp (Lage)                     | F166               | 0170                   | in Anlehnung an die Flurstraße | 1965                | | Flurkamp                       |
| Flurstraße (Lage)                   | F167               | 1625 (im Stadtteil)    | frei gewählter Name | 1928                | Straßenverlauf von Nord nach Süd: Zwischen Luruper Hauptstraße und Glückstädter Weg komplett in Lurup, zwischen Glückstädter Weg und Achtern Styg nur die Grundstücke auf der Ostseite, zwischen Achtern Styg und Osdorfer Landstraße liegen die östlichen Grundstücke in Bahrenfeld, die Grundstücke auf der Westseite und die komplette Straßenfläche befinden sich zwischen Glückstädter Weg und Osdorfer Landstraße in Osdorf. | Flurstraße                     |
| Fontanestraße (Lage)                | F180               | 0375                   | Theodor Fontane (1819–1898), Schriftsteller                                                                                             | 1928/29             | Motivgruppe: „Schriftsteller und Dichter“ | Fontanestraße                  |
| Friedensweg (Lage)                  | F226               | 0760                   | in Erinnerung an den Frieden von Frankfurt                                                                                              | 1929                | vor 1929: Friedensstraße | Friedensweg                    |
| Friedrich-Schöning-Weg (Lage)       | F335               | 0380                   | Friedrich Schöning (1878–1968), Senator in Altona von 1909 bis 1933, Ortsamtsleiter in Blankenese von 1945 bis 1950                     | 1992                | | Friedrich-Schöning-Weg         |
| Gardinger Weg (Lage)                | G365               | 0180                   | Garding, Stadt im Kreis Nordfriesland in Schleswig-Holstein                                                                             | 1971                | Motivgruppe: „Orte in Dithmarschen und Nordfriesland“ | Gardinger Weg                  |
| Geranienweg (Lage)                  | G067               | 0115 (im Stadtteil)    | nach dem gleichnamigen Storchschnabelgewächs                                                                                            | 1950                | östlich der Flurstraße in Bahrenfeld | Geranienweg                    |
| Gerstenbergstraße (Lage)            | G083               | 0350                   | Heinrich Wilhelm von Gerstenberg (1737–1823), Dichter                                                                                   | 1834                | Motivgruppe: „Schriftsteller und Dichter“ | Gerstenbergstraße              |
| Glückstädter Weg (Lage)             | G123               | 0960                   | Glückstadt, Stadt im Kreis Steinburg in Schleswig-Holstein                                                                              | 1949                | Grundstücke auf der Nordseite in Lurup, Straßenfläche und südlich gelegene Grundstücke in Osdorf. | Glückstädter Weg               |
| Goosacker (Lage)                    | G169               | 0510                   | nach einem Flurnamen | vor 1928            | niederdeutsch Goos = Gans | Goosacker                      |
| Görresring (Lage)                   | G136               | 0270                   | Joseph Görres (1776–1848), Naturphilosoph                                                                                               | 1956                | | Görresring                     |
| Grönenweg (Lage)                    | G247               | 0460                   | nach einem Flurnamen | 1960                | niederdeutsch grö(ö)n = grün | Grönenweg                      |
| Grubenstieg (Lage)                  | G308               | 0565                   | nach den früher hier vorhandenen Kiesgruben                                                                                             | 1930                | | Grubenstieg                    |
| Gustav-Schwab-Straße (Lage)         | G346               | 0095                   | Gustav Schwab (1792–1850), Schriftsteller                                                                                               | 1941                | Motivgruppe: „Schriftsteller und Dichter“ | Gustav-Schwab-Straße           |
| Hans-Christian-Andersen-Park (Lage) | H835               | 0                      | Hans Christian Andersen (1805–1875), dänischer Schriftsteller                                                                           | 2004                | Der Park ist mit Steinfiguren aus den Märchen Andersens bestückt. | Hans-Christian-Andersen-Park   |
| Harderweg (Lage)                    | H135               | 0610                   | Hans Harder (1880–1945), Rektor in Osdorf                                                                                               | 1964                | | Harderweg                      |
| Hatjeweg (Lage)                     | H186               | 0160                   | Hans Hatje (1853–1924), letzter Schäfer in Osdorf                                                                                       | 1967                | | Hatjeweg                       |
| Heimburgstraße (Lage)               | H272               | 0165                   | Wilhelmine Heimburg (1848–1912), Schriftstellerin                                                                                       | 1928                | Motivgruppe: „Schriftsteller und Dichter“ | Heimburgstraße                 |
| Heinrich-Plett-Straße (Lage)        | H302               | 1455                   | Heinrich Plett (1908–1963), Manager | 1965                | Grundstücke auf der östlichen Seite in Groß Flottbek, Straßenfläche und Grundstücke auf der Westseite in Osdorf. | Heinrich-Plett-Straße          |
| Hemmingstedter Weg (Lage)           | H342               | 1040 (im Stadtteil)    | Hemmingstedt, Gemeinde im Kreis Dithmarschen in Schleswig-Holstein                                                                      | 1950                | Motivgruppe: „Orte in Dithmarschen und Nordfriesland“ östlich der Heinrich-Plett-Straße in Groß Flottbek | Hemmingstedter Weg (HH-Osdorf) |
| Hesten (Lage)                       | H402               | 0120                   | nach einem Flurnamen | 1928                | Als „Hesten“ wird eine Anpflanzung junger Eichen und Buchen bezeichnet. | Hesten                         |
| Hönerstücken (Lage)                 | H704               | 0480                   | nach einem Flurnamen | 1969                | niederdeutsch Hö(h)ner = Hühner; Fußweg | Hönerstücken                   |
| Igelweg (Lage)                      | I005               | 0090                   | nach dem gleichnamigen Igel | 1935                | | Igelweg                        |
| Immenbusch (Lage)                   | I060               | 0795                   | nach einem Flurnamen | 1967                | | Immenbusch                     |
| In der Wiek (Lage)                  | I089               | 0075                   | nach einem Flurnamen | 1921                | | In der Wiek                    |
| Isfeldkamp (Lage)                   | I113               | 0085                   | in Anlehnung an die Isfeldstraße | 1933                | | Isfeldkamp                     |
| Isfeldstraße (Lage)                 | I114               | 0200 (im Stadtteil)    | nach einer Flurbezeichnung | 1928                | südöstlich der Düpenau (etwa Höhe Wientapperweg) in Iserbrook, nordöstlicher Teil in Osdorf | Isfeldstraße                   |
| Jenischstraße (Lage)                | J040               | 1160                   | Martin Jenisch (1793–1857), Kaufmann und Senator                                                                                        | vor 1908            | | Jenischstraße                  |
| Joachimstraße (Lage)                | J054               | 0345                   | Joachim von Preußen (1890–1920), Sohn von Kaiser Wilhelm II.                                                                            | vor 1928            | | Joachimstraße                  |
| Jochim-Sahling-Weg (Lage)           | J056               | 0360                   | Jochim Sahling (1786–1854), von 1809 bis 1854 Lehrer in Osdorf                                                                          | 1964                | Sahling war der erste seminaristisch vorgebildete und examinierte Lehrer in Osdorf. | Joachim-Sahling-Weg            |
| Johanniskrautweg (Lage)             | J067               | 0185                   | nach der gleichnamigen Pflanzengattung                                                                                                  | 1955                | Motivgruppe: „Feld- und Wiesenblumen“ | Johanniskrautweg               |
| Julius-Brecht-Straße (Lage)         | J089               | 0605                   | Julius Brecht (1900–1962), SPD-Politiker                                                                                                | 1965                | | Julius-Brecht-Straße           |
| Käferstieg (Lage)                   | K001               | 0200                   | nach dem gleichnamigen Insekt | 1933                | | Käferstieg                     |
| Kalenbarg (Lage)                    | K030               | 0310                   | nach einer Flurbezeichnung | 1960                | | Kalenbarg                      |
| Kamillenweg (Lage)                  | K047               | 0230                   | nach der gleichnamigen Heilpflanze | 1934                | Motivgruppe: „Feld- und Wiesenpflanzen“ | Kamillenweg                    |
| Katerwohrd (Lage)                   | K599               | 1155                   | nach einem Flurnamen | 1987                | Wohrd = Wurt, eine Wohnstätte auf einem künstlich angelegten Hügel | Katerwohrd                     |
| Knabeweg (Lage)                     | K285               | 0165                   | Lambert Knabe (18. Jahrhundert) | 1947                | Knabe erwarb 1771 einen Vollhof, das spätere Landpflegeheim. vor 1949: Klüberweg | Knabeweg                       |
| Köhlerstraße (Lage)                 | K313               | 0120                   | Erich Köhler (1873–1914), Marineoffizier                                                                                                | 1941                | | Köhlerstraße                   |
| Königgrätzstraße (Lage)             | K320               | 0305                   | Königgrätz (tschechisch Hradec Králové), Stadt in Tschechien                                                                            | 1912                | Die Benennung erfolgte in Erinnerung an die Schlacht bei Königgrätz. | Königgrätzstraße               |
| Kornblumenweg (Lage)                | K380               | 0385                   | nach der gleichnamigen Pflanzenart | 1932                | Motivgruppe: „Feld- und Wiesenblumen“ | Kornblumenweg                  |
| Kornradenweg (Lage)                 | K382               | 0210                   | nach der gleichnamigen Pflanzenart | 1934                | Motivgruppe: „Feld- und Wiesenblumen“ | Kornradenweg                   |
| Kronprinzenstraße (Lage)            | K446               | 0650                   | Wilhelm von Preußen (1882–1951), von 1888 bis 1918 Kronprinz                                                                            | 1920                | | Kronprinzenstraße              |
| Kroonhorst (Lage)                   | K451               | 0735 (im Stadtteil)    | nach einem Flurnamen | 1967                | niederdeutsch Kroon/Kraan= Kranich nördlich des Glückstädter Wegs in Lurup | Kroonhorst                     |
| Krützkamp (Lage)                    | K459               | 0075                   | nach einem Flurnamen | 1964                | | Krützkamp                      |
| Langelohstraße (Lage)               | L034               | 1555                   | Hinrich Langeloh (1844–1925), Gemeindevorsteher in Osdorf von 1844–1925                                                                 | 1928                | Nachweislich lebte die Bauernfamilie Langeloh seit 1590 in Osdorf. | Langelohstraße                 |
| Lesebergweg (Lage)                  | L141               | 0485                   | nach der seit dem 18. Jahrhundert in Osdorf ansässigen Handwerkerfamilie Leseberg                                                       | 1966                | | Lesebergweg                    |
| Löwenzahnweg (Lage)                 | L212               | 0270                   | nach dem gleichnamigen Korbblütlergewächs                                                                                               | 1932                | Motivgruppe: „Feld- und Wiesenblumen“ | Löwenzahnweg                   |
| Lübbersmeyerweg (Lage)              | L389               | 0185                   | Theodor Lübbersmeyer (1908–1975), von 1950 bis 1961 Ortsamtsleiter in Blankenese, von 1961 bis 1971 Bezirksamtsleiter von Hamburg-Mitte | 2000                | | Lübbersmeyerweg                |
| Lupinenweg (Lage)                   | L313               | 0270                   | nach der gleichnamigen Pflanzengattung                                                                                                  | 1932                | Motivgruppe: „Feld- und Wiesenblumen“ | Lupinenweg                     |
| Marconistraße (Lage)                | M036               | 0130                   | Guglielmo Marconi (1874–1937), italienischer Radiopionier                                                                               | 1949                | vor 1949: Elsässer Straße | Marconistraße                  |
| Maulwurfsstieg (Lage)               | M096               | 0155                   | nach dem gleichnamigen Säugetier | 1935                | | Maulwurfsstieg                 |
| Max-Emden-Weg (Lage)                | M451               | 0460                   | Max Emden (1874–1940), Kaufmann und Kunstsammler                                                                                        | 2014                | Fußweg entlang des Loki-Schmidt-Gartens | Max-Emden-Weg                  |
| Meyerhofstraße (Lage)               | M178               | 0340                   | Otto Meyerhof (1884–1951), Biochemiker                                                                                                  | 1949                | vor 1949: Lothringer Straße | Meyerhofstraße                 |
| Mindermannweg (Lage)                | M195               | 0225                   | nach der vom 17. bis zum 19. Jahrhundert in Osdorf ansässigen Bauernfamilie Mindermann                                                  | 1960                | | Mindermannweg                  |
| Mohnstieg (Lage)                    | M234               | 0185                   | nach der gleichnamigen Pflanzengattung                                                                                                  | 1932                | Motivgruppe: „Feld- und Wiesenblumen“ | Mohnstieg                      |
| Oelsnerring (Lage)                  | O039               | 0455                   | Gustav Oelsner (1879–1956), Architekt und Stadtplaner                                                                                   | 1965                | | Oelsnerring                    |
| Ohnhorststraße (Lage)               | O072               | 0930                   | nach einer Flurbezeichnung | 1929                | Ohn bedeutet Sumpf, nach anderen Quellen meint Ohnhorst auch den Adlerhorst. | Ohnhorststraße                 |
| Ordinger Weg (Lage)                 | O112               | 0125                   | Ording, Ortsteil von St. Peter-Ording                                                                                                   | 1953                | Motivgruppe: „Orte in Dithmarschen und Nordfriesland“ | Ordinger Weg                   |
| Osdorfer Landstraße (Lage)          | O124               | 2000 (im Stadtteil)    | Hamburger Stadtteil Osdorf | 1929                | zwischen Schenefelder Landstraße und Am Botterbarg in Iserbrook östlich der Straße Am Botterbarg nur die südliche Straßenhälfte, nördliche Straßenhälfte in Osdorf, ab Kreuzung Rugenfeld/Isfeldstraße komplett in Osdorf; zwischen Heinrich-Plett-Straße und Fernando-Lorenzen-Platz nördliche Straßenhälfte in Bahrenfeld, südliche Hälfte in Groß Flottbek                                                                      | Osdorfer Landstraße            |
| Osdorfer Redder (Lage)              | O186               | 0145                   | nach einem Flurnamen | 1972                | | Osdorfer Redder                |
| Otto-Wallach-Weg (Lage)             | O170               | 0225                   | Otto Wallach (1847–1931), Chemiker | 1949                | vor 1949: Auguststraße | Otto-Wallach-Weg               |
| Pelargonienweg (Lage)               | P057               | 0155                   | nach dem gleichnamigen Storchschnabelgewächs                                                                                            | 1953                | | Pelargonienweg                 |
| Platenstraße (Lage)                 | P137               | 0090                   | August von Platen-Hallermünde (1796–1835), Dichter                                                                                      | 1941                | Motivgruppe: „Schriftsteller und Dichter“ | Platenstraße (HH-Osdorf)       |
| Polostraße (Lage)                   | P158               | 0290                   | nach der Lage am nahegelegenen Poloplatz                                                                                                | 1928                | | Polostraße                     |
| Püttkampsweg (Lage)                 | P212               | 0265                   | nach einem Flurnamen | 1935                | niederdeutsch Pütt = Pfütze | Püttkampsweg                   |
| Püttkuhl (Lage)                     | P213               | 0410                   | nach einer ehemals hier befindlichen Tongrube mit für Töpfereien geeignetem fettarmen Ton                                               | 1928                | niederdeutsch Pütt = Töpfe | Püttkuhl                       |
| Raupenstieg (Lage)                  | R061               | 0260                   | nach der gleichnamigen Schmetterlingslarve                                                                                              | 1933                | | Raupenstieg                    |
| Reichskanzlerstraße (Lage)          | R113               | 1110                   | Otto von Bismarck (1815–1898), erster Reichskanzler                                                                                     | 1928                | vor 1928: Bismarckstraße | Reichskanzlerstraße            |
| Resskamp (Lage)                     | R162               | 0715                   | nach dem 1701 erstmals erwähnten Flurnamen auffm Reeß                                                                                   | 1956                | | Resskamp                       |
| Ritterspornweg (Lage)               | R211               | 0190                   | nach dem gleichnamigen Hahnenfußgewächs                                                                                                 | 1934                | Motivgruppe: „Feld- und Wiesenblumen“ | Ritterspornweg                 |
| Rugenbarg (Lage)                    | R356               | 2050 (im Stadtteil)    | nach einem Flurnamen | 1928                | östlich der Flurstraße in Lurup vor 1928: Luruper Weg | Rugenbarg                      |
| Rugenfeld (Lage)                    | R360               | 0885                   | in Anlehnung an die Straße Rugenbarg | 1968                | | Rugenfeld                      |
| Sandort (Lage)                      | S047               | 0175                   | nach einem Flurnamen | vor 1928            | | Sandort                        |
| Schafgarbenweg (Lage)               | S102               | 0470                   | nach der gleichnamigen Pflanzengattung                                                                                                  | 1949                | Motivgruppe: „Feld- und Wiesenblumen“ | Schafgarbenweg                 |
| Schäperstück (Lage)                 | S100               | 0100                   | nach dem Flurnamen Scheperstück, 1788 erstmals erwähnt                                                                                  | 1967                | | Schäperstück                   |
| Schneckenstieg (Lage)               | S248               | 0265                   | nach der gleichnamigen Tierklasse | 1933                | | Schneckenstieg                 |
| Sternbergweg (Lage)                 | S679               | 0210                   | E. Sternberg (1854–1930), Mitglied der Gemeindeverwaltung mit besonderen Verdiensten im sozialen Bereich                                | 1956                | | Sternbergweg                   |
| Taubnesselweg (Lage)                | T033               | 0210                   | nach der gleichnamigen Pflanzengattung                                                                                                  | 1955                | Motivgruppe: „Feld- und Wiesenblumen“ | Taubnesselweg                  |
| Tellkampfweg (Lage)                 | T045               | 0255                   | Hermann Tellkampf (1831–1893), Direktor der Altona-Kieler Eisenbahn-Gesellschaft                                                        | 1953                | | Tellkampfweg                   |
| Tietzestraße (Lage)                 | T098               | 0535                   | Rudolf Tietze (1874–1916), Fregattenkapitän                                                                                             | 1941                | Tietze war 1916 Kommandant der Greif. | Tietzestraße                   |
| Tischendorfweg (Lage)               | T112               | 0135                   | Konstantin von Tischendorf (1815–1874), evangelischer Theologe                                                                          | 1958                | | Tischendorfweg                 |
| Tönninger Weg (Lage)                | T119               | 0730                   | Tönning, Stadt im Kreis Nordfriesland in Schleswig-Holstein                                                                             | 1949                | Motivgruppe: „Orte in Dithmarschen und Nordfriesland“ | Tönninger Weg                  |
| Up de Schanz (Lage)                 | U036               | 0095 (im Stadtteil)    | nach einem Flurnamen | 1950                | niederdeutsch Up de Schanz = Auf der Schanze; südlich der S-Bahn-Gleise in Nienstedten | Up de Schanz                   |
| Vogt-Groth-Weg (Lage)               | V130               | 0740                   | nach der seit dem 18. Jahrhundert in Osdorf ansässigen Bauernfamilie Groth, die mehrere Vögte stellte                                   | 1971                | | Vogt-Groth-Weg                 |
| Wackerweg (Lage)                    | W007               | 0055                   | nach der seit dem 18. Jahrhundert in Osdorf ansässigen Bauernfamilie Wacker                                                             | 1960                | | Wackerweg                      |
| Wesperloh (Lage)                    | W185               | 0230                   | nach einem Flurnamen | 1932                | | Wesperloh (HH-Osdorf)          |
| Wesselburer Weg (Lage)              | W187               | 0190                   | Wesselburen, Stadt im Kreis Dithmarschen in Schleswig-Holstein                                                                          | 1949                | Motivgruppe: „Orte in Dithmarschen und Nordfriesland“ | Wesselburer Weg                |
| Wildenbruchstraße (Lage)            | W260               | 0460                   | Ernst von Wildenbruch (1845–1909), Schriftsteller                                                                                       | 1947                | Motivgruppe: „Schriftsteller und Dichter“ vor 1947: Souchonstraße | Wildenbruchstraße              |
| Wisplerstraße (Lage)                | W431               | 0305                   | Leo Wispler (1890–1958), Architekt und Schriftsteller                                                                                   | 1968                | Motivgruppe: „Schriftsteller und Dichter“ | Wisplerstraße                  |
| Wüstenkamp (Lage)                   | W406               | 0090                   | nach einem Flurnamen | 1941                | | Wüstenkamp                     |